# Uruçu-pé-de-pau
Melipona bicolor (Lepeletier, 1836), popularmente chamada de guaraipo ou guarupu,  é uma abelha Eusocial encontrada primariamente na América do Sul. Também é conhecida pelos nomes de fura-terra, garapu, graipu, guaraipo, guarapu, pé-de-pau e uruçu. Ela é um habitante da floresta de Araucária e da Mata atlântica, é mais comumente encontrada no sudeste do Brasil, Argentina, e Paraguai.
Prefere aninhar perto do solo, em troncos vazios ou raízes de árvores. A  M. bicolor  produz mel apreciado.
A M. bicolor é um membro da tribo Meliponini e é, portanto, uma abelha sem ferrão. Esta espécie é única entre as espécies de abelhas sem ferrão porque é poligínica, que é raro na Eussociedade das abelhas.

## Taxonomia e filogenia
M. Bicolor  pertence ao gênero Melipona e à tribo Meliponini, que compreende cerca de 500 espécies de abelhas sem ferrão. Embora eles sejam chamados sem ferrão, essas abelhas têm um ferrão, mas é extremamente pequeno e não pode ser usado para a defesa. A M. bicolor Está intimamente relacionado com as outras 40 espécies conhecidas no gênero  Melipona .

## Descrição e identificação

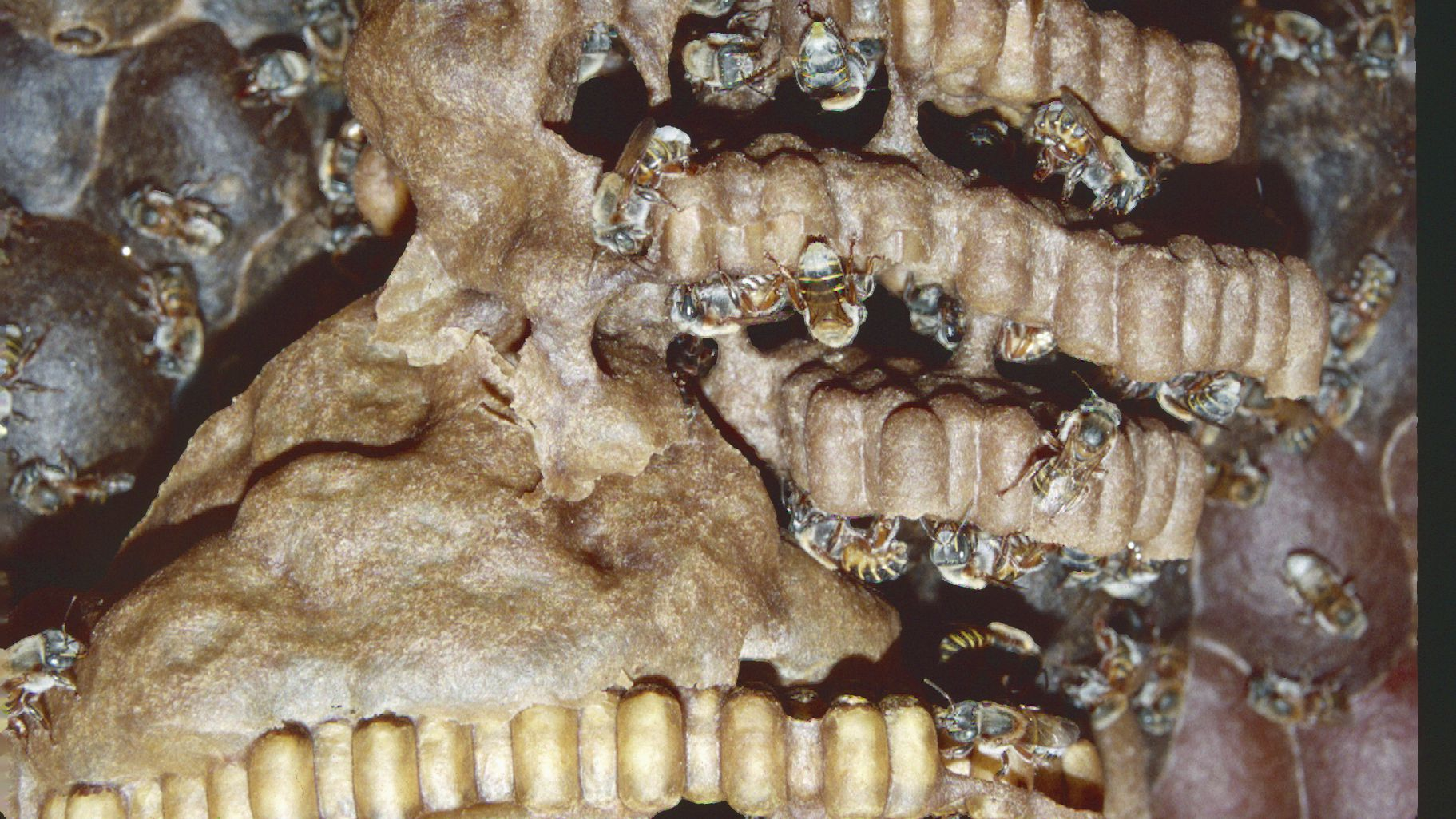
Abelhas M. bicolor no ninho

M. Bicolor tem cerca de 8 a 9 mm de comprimento e tem um corpo robusto. A coloração pode variar de amarelo a amarelo escuro. Os machos têm olhos negros ou verdes.

### Estrutura do ninho

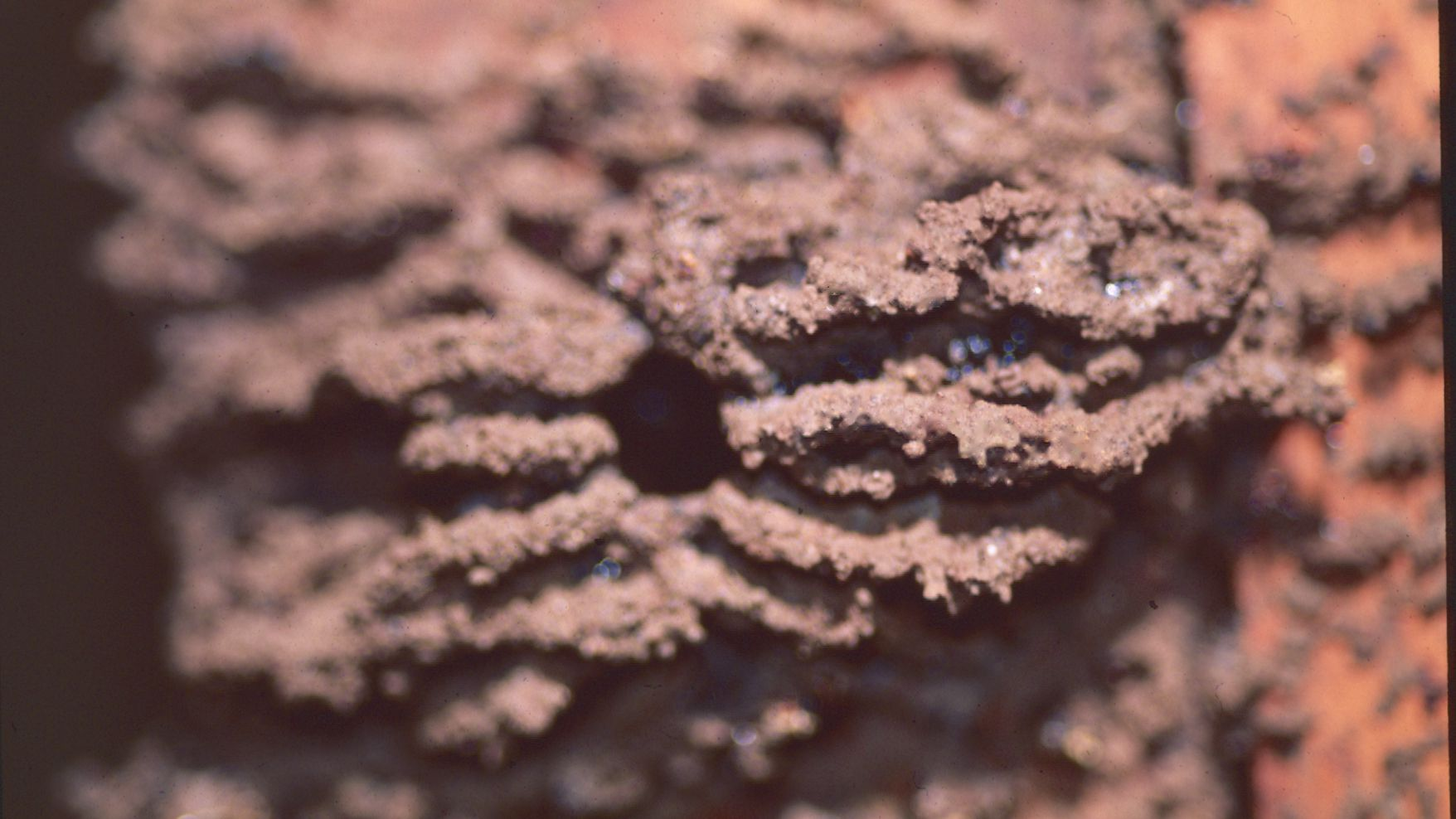
A entrada de um ninho de M. bicolor

Tal como acontece com todas as espécies Melipona, M. bicolor criam ninhos bem protegidos dentro de cavidades preexistentes. Os seus ninhos tipicamente têm uma única entrada, que é longa e estreita e penetra profundamente no ninho. A cavidade do ninho consiste em duas partes: um invólucro bem desenvolvido, cercando um ninho que consiste em várias camadas de favos dispostos horizontalmente e fora do involucro, que abrigam uma série de potes de comida. Uma quantidade significativa de alimentos pode ser armazenada nestes potes de pólen e mel. Os potes podem ser grandes, ficando tão grandes quanto 4 cm de diâmetro. Os tamanhos dos potes no entanto, variam de acordo com o estado da colônia.

#### Interior
Dentro do ninho, os favos de crias são construídos sequencialmente; Estes favos são removidos assim que a cria emerge das células. A M. bicolor se envolve em um processo chamado provisão massa  e processo de oviposição. Este processo inclui a construção de ninhos, aprovisionamento em massa, colocação de ovos e fechamento celular.

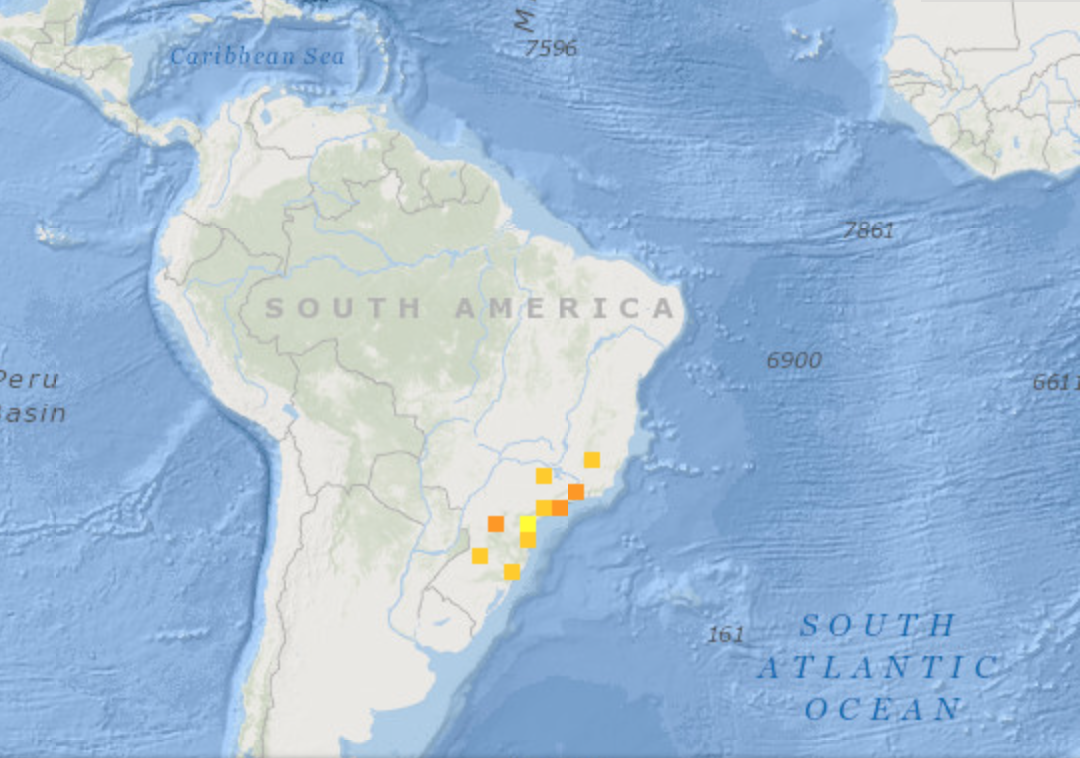
Distribuição da M. bicolor

## Distribuição e habitat
M. bicolor vivem predominantemente em florestas e florestas tropicais na América do Sul, particularmente Brasil. Elas constroem seus ninhos perto do solo, muitas vezes em raízes ocas ou troncos de árvores. Embora comuns no passado, são agora uma espécie relativamente rara devido à destruição da floresta em que essas abelhas costumavam viver, principalmente pelo crescimento das cidades e pela agricultura.
As colônias de M. bicolor são muito sensíveis ao nível de umidade no ar e não podem sobreviver em áreas secas. Esta é também a razão pela qual os ninhos geralmente são construídos na parte inferior e mais úmida dos troncos de árvores.

## Ciclo da colonia
A rainha coloca seus ovos durante o processo de produção de massa e oviposição, e como com outros Hymenoptera, o sistema haplodiploide de sexo,  torna possível para a rainha escolher se produzir um ovo masculino ou feminino. Isto é possível devido à espermateca, que permite ou retém esperma, para fertilizar o ovo à medida que ele passa ao longo do oviduto. Durante o processo de produção de massa e oviposição, os trabalhadores enchem a célula com alimentos líquidos que são uma mistura de pólen e néctar. Depois que as células são preenchidas, a rainha coloca os ovos em cima do líquido e as operárias fecham as células. Uma vez que os ovos escoquem, as larvas comem a comida e a tranforamam-se em pupas.

## Comportamento

### Divisão do trabalho
É comum entre as abelhas eussocial, as fêmeas compõem as populações de operárias e rainha. As operárias são responsáveis por tarefas, incluindo defesa de ninho, cuidados de ninhada, manutenção da colônias e provisionamento. A rainha influencia a fisiologia e o comportamento das operárias, que são fêmeas inférteis. O único papel que os machos desempenham é a reprodução; Sua função é acasalar com a rainha e fornecer a complementação genética necessária para a reprodução.

### Comunicação

#### Sinalização química
Nas abelhas Melipona existe um sistema preciso de comunicação química para manter a organização das várias atividades constantemente realizadas por indivíduos. Esta comunicação química baseia-se na produção de feromônios, que são substâncias com ação intra-específica. Numerosas glândulas exócrinas através do corpo da abelha produzem estas feromônios.

#### Sinalização por som
Melipona bicolor  também se comunica através do som, particularmente entre parceiras forrageiras. Como um membro do grupo de forrageamento acontece em uma área de alimentos de alta qualidade, elas aumentam o comprimento e a freqüência dos sons emitidos para atrair outros membros do grupo para a fonte de alimentos. Os sons de recrutamento também aumentam de duração à medida que a distância para a fonte de alimentos aumenta. A produção de som oferece uma maneira para que os membros de um grupo de forrageamento se comuniquem, mesmo quando estão fora do local, enquanto maximizam a capacidade do grupo de adquirir alimentos.

### Comportamento de acasalamento

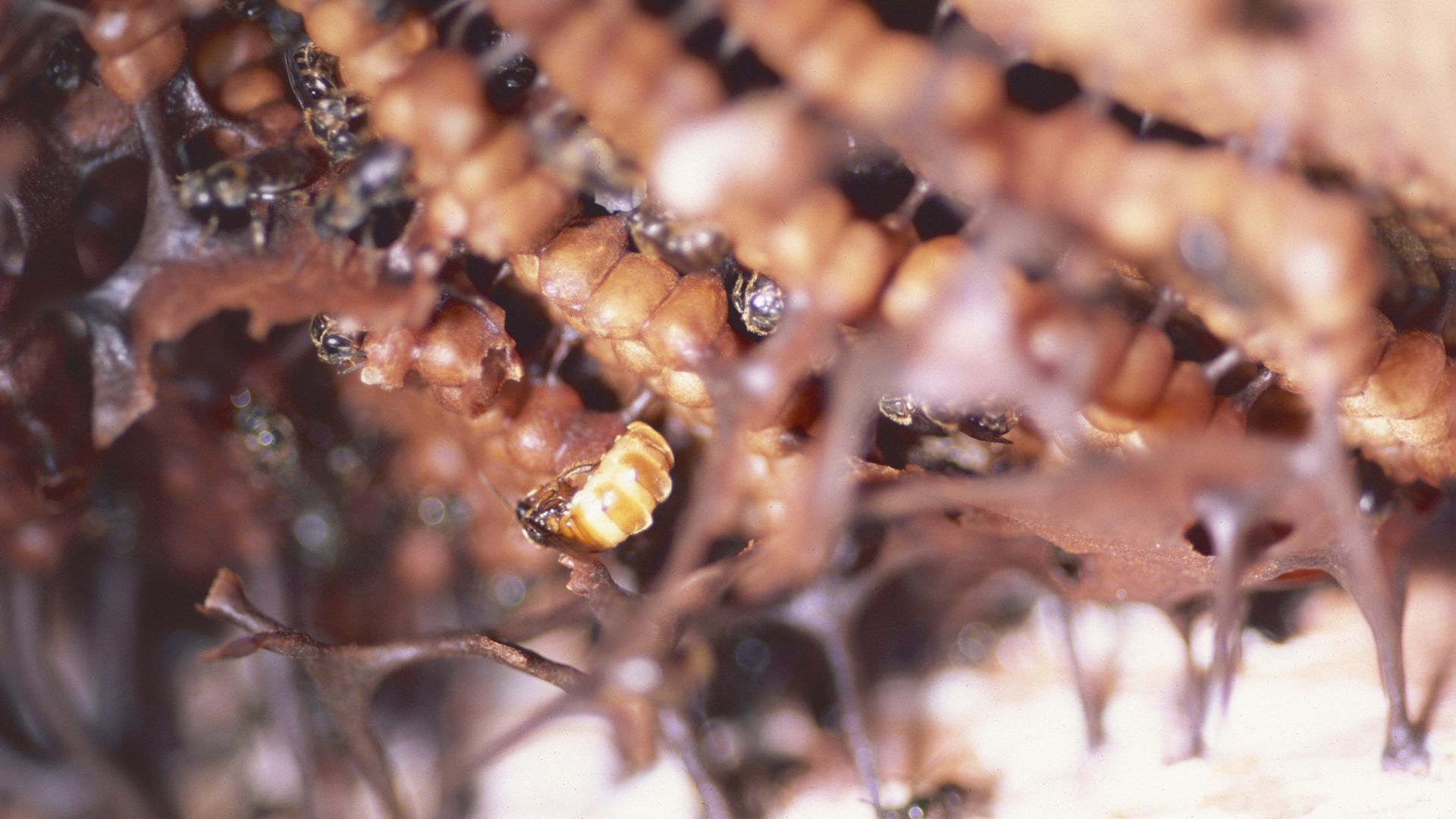
Rainha da M. bicolor

#### Abelhas rainhas
M. Bicolor exibe um caso raro de acasalamento entre abelhas sem ferrão. É facultativamente poligínica, significando que uma ou mais abelhas rainhas podem ser encontradas na mesma colônia. Essas rainhas interagem entre si dentro da colônia. Eles podem descansar juntos em uma corte comum, e exibir um comportamento interessante quando ativo. Durante a fase de patrulhamento, uma rainha tenta tocar o abdômen de outra rainha. A outra rainha tira o abdômen e o que se segue é que as duas rainhas circulam entre si, tentando tocar o abdômen do outro. Esse comportamento circundante tipicamente termina com as rainhas de pé lado a lado com suas cabeças em direção à célula. Em uma colônia poligínica, as rainhas estão quase sempre em movimento.

#### Rainhas virgens
As rainhas virgens também são toleradas em M. bicolor . Elas não só foram observadas caminhando ao redor do ninho, mas também ficando perto de uma das rainhas que colocam ovos durante o processo de produção de massa e oviposição. Isto sugere uma relação mais igualitária de dominância entre as espécies.

#### Poliginia
Existe uma vantagem para a poliginia em situações em que uma colônia deve produzir rapidamente células de cria, como durante períodos de escassez de alimentos. Nessas condições, as rainhas são limitadas na produção de ovos e dependem do alimento larval das células da ninhada. Poliginia permite uma maior taxa de produção para a colônia. É especulado que períodos alternados de floração significativa de plantas alimentares e escassez de alimentos são a condição ecológica que favorece a poliginia.

### Atividade de voo
M. bicolor são ativas fora de seu ninho principalmente pela manhã, quando a umidade é alta e a intensidade luminosa e a temperatura são moderadas. Elas se alimentam nas primeiras horas da manhã, uma tendência semelhante à da espécie Melipona quadrifasciata. No entanto, elas tendem a coletar lama e resina principalmente no crepúsculo. Além disso, elas normalmente saem do ninho com os detritos nas primeiras horas da manhã e novamente no crepúsculo. A temperatura é o fator ambiental mais importante em relação à atividade externa da abelhas Melipona. A M. bicolor também exibem maior atividade de voo quando a umidade relativa é alta. Isso pode ser devido aos seus habitats de alta umidade e estar acostumado a neblina. A força da colônia também afeta os tempos em que os trabalhadores são mais ativos.

## Seleção de parentesco

### Conflito operária-rainha
Em alguns casos, as operárias de muitas espécies de abelhas sem ferrão, incluindo a M. bicolor são capazes de colocar ovos e produzir descendentes masculinos. A operárias de M. bicolor podem colocar dois tipos de ovos morfologicamente distintos: alguns têm uma padronização de córion e outros não são padronizados. Se a operária tiver um ovo não padronizados, ela normalmente deixa na célula, o que dá à rainha o direito de comer esse ovo. No entanto, às vezes os trabalhadores colocam ovos padronizados depois que a célula do ninho é preenchida com alimentos e rapidamente fechada a célula logo após o ovo ser colocado. A operária poderia colocar esses ovos antes da rainha ovipositar, ou logo depois, o que resultaria em dois ovos na mesma célula de ninho. Se a rainha não comer os ovos, a trabalhadora tipicamente consegue produzir descendentes masculinos.

## Interação com outras espécias

### Predadores
Os predadores da M. bicolor incluem muitos dos mesmos predadores para outras espécies de Meliponini, como aves, lagartos, aranhas e mamíferos, como tayras e Kinkajous. Como elas são uma espécie de abelha sem ferrão, eles não têm uma grande defesa contra predadores.

### Dieta
M. bicolor é polilética, o que significa que a espécie reúne pólen de muitas espécies diferentes de plantas com flores. No entanto, elas preferem o pólen de Myrtaceae, Melastomataceae e Solanaceae. Enquanto que o sistema de determinação do sexo em Melipona é genético, o alimento desempenha um papel vital, pois pode maximizar a produção das rainhas. O excesso de pólen é colhido durante o inverno, o que permite que a colônia produza mais alimentos larvais.

## Importância humana

### Agricultura
M. bicolor produz um mel semelhante à maioria das espécies de abelhas Melipona, que é distinto do mel das abelhas Apis, e portanto, freqüentemente criada por meliponicultores. Mas isso não é tão comum quanto com as espécies da região amazônica, onde as abelhas M. bicolor não são encontradas. Essa região tem um grande potencial para a produção de mel de abelhas sem ferrão; Com as recentes iniciativas para o desenvolvimento sustentável da floresta amazônica, a produção de mel deve aumentar.
Desde M. bicolor é uma espécie muito mansa de abelha sem ferrão, elas são ótimos para meliponicultura. Cada colônia pode produzir cerca de 2 litros de mel de bom gosto por temporada, ou ainda mais em regiões quentes.